# Jeannelopsis mirabilis
Jeannelopsis mirabilis är en tvåvingeart som beskrevs av Seguy 1938. Jeannelopsis mirabilis ingår i släktet Jeannelopsis och familjen daggflugor.
Artens utbredningsområde är Kenya. Inga underarter finns listade i Catalogue of Life.